# Zubieta (Guipúscoa)
|  | Aquest article tracta sobre barri de Sant Sebastià. Si cerqueu el municipi de Navarra, vegeu «Zubieta». |

Localització de Zubieta

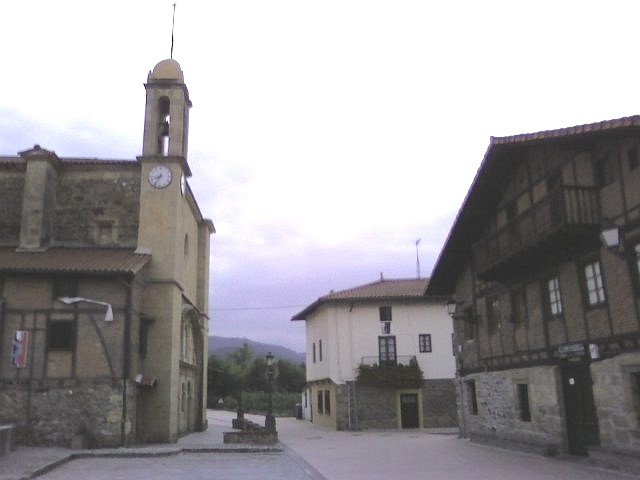
Zubieta

Zubieta és un dels disset barris de Sant Sebastià (Guipúscoa), compartit amb el municipi d'Usurbil. Té una població de 400 habitants. És conegut principalment perquè s'hi troba l'Hipòdrom de Sant Sebastià, conegut també com a Hipòdrom de Lasarte i perquè allà hi ha la ciutat esportiva on entrena la Reial Societat de Futbol.

## Localització geogràfica
Zubieta es troba a 9,5 km del centre de Sant Sebastià. Les localitats més properes són Usurbil (a 3,5 km) i Lasarte-Oria (a 1,6 km). Es troba en la vega del riu Oria. El riu, que fins a arribar a Zubieta discorre en direcció sud-nord, traça un ampli meandre a l'altura de Zubieta i aleshores discorre en direcció est-oest. De fet el riu Oria marca els límits est i nord de Zubieta, separant-lo de Lasarte-Oria i Usurbil respectivament. Per l'oest, un rierol marca el límit també amb el terme d'Usurbil. Pel sud, un altre rierol marca la frontera de Zubieta amb Andoain i Zizurkil.
Zubieta té una extensió de 4,5 km². La major part del territori pertany a Sant Sebastià, formant un enclavament d'aquest municipi entre Lasarte-Oria, Usurbil, Andoain i Zizurkil. No obstant això dins del territori donostiarra de Zubieta, especialment en la seva part nord, hi ha al seu torn nombrosos i petits enclavaments que pertanyen a Usurbil formant un mosaic en el qual és molt difícil destriar quines parts de Zubieta pertanyen a Sant Sebastià i quines a Usúrbil.
El territori de Zubieta es pot dividir en tres sectors: la part nord que és plana i de vega del riu, on es troba el poble de Zubieta i la major part dels caserius; la part aquest, també plana i de vega, queda enfront de la ciutat de Lasarte-Oria i ha estat aprofitada per a la construcció de diverses infraestructures (Hipòdrom, autovia A-1, comprat de proveïments, etc.); i la resta de Zubieta, que és forestal, i rep el nom genèric de Zubietamendi.

## Economia i població
La població de Zubieta ronda els 400 habitants. D'ells una mica menys de la meitat, uns 190, són veïns d'Usurbil i la resta, són donostiarres. La major part habita a la zona nord de Zubieta. Allí es troba el petit nucli del poble entorn de l'església de Santiago, així com la major part de les cases i caserius que s'estenen per la vega del riu Oria en un hàbitat dispers.
Encara que sigui en part barri de Sant Sebastià i d'Usurbil, la seva població està més lligada per proximitat a aquesta segona població, sent també significativa la influència de la veïna ciutat de Lasarte-Oria. A Zubieta actualment hi ha consciència de poble, al marge de si els veïns pertanyen administrativament a Sant Sebastià o a Usurbil. No ha estat sempre així, prova d'això és que l'església de Zubieta té dues portes, una que era utilitzada pels veïns que eren usurbiltarres i una altra per als veïns donostiarres. També, com a curiositat cal dir que aquesta església té dos rellotges, un mirant cap a Usurbil i un altre cap a Sant Sebastià.
L'activitat agrícola és una activitat minoritària, com en gairebé tot el País Basc, encara que les terres de Zubieta a la vega del riu tenen fama de ser molt fèrtils. L'activitat industrial és molt petita, cal destacar la serradora que hi ha a prop el poble. El que està més desenvolupat és el sector terciari; a Zubieta hi ha diversos restaurants i sidreries molt populars, també està el Mercat de Proveïments, l'Hipòdrom, les instal·lacions de la Reial Societat, l'institut de formació professional, una ikastola, etc..

## Història
El nom de Zubieta vol dir en basc lloc del pont. Es creu que fa esment a un pont que servia per travessar el riu Oria i que era prop del poble. El pont que uneix Zubieta amb el barri usurbildarra de Txikierdi pot ser el seu hereu.
Antigament va ser una universitat, que va quedar lligada a la vila de Sant Sebastià quan aquesta va ser creada. Bé en 1371, quan va néixer al seu torn la veïna vila d'Usurbil o potser en una data una mica més tardana, cap a 1390; els veïns de Zubieta es van veure obligats a elegir entre pertànyer a Usurbil o seguir depenent de Sant Sebastià. En aquell moment componien la universitat 21 caserius; doncs bé, 14 es van decidir per Sant Sebastià i 7 per Usurbil. Des d'aquella primitiva divisió del segle xiv s'han produït dues partions més entre Usurbil i Sant Sebastià, un al segle xix i un altre finalment en la dècada de 1990.
Zubieta ocupa un lloc rellevant en la història de Sant Sebastià, ja que va ser en aquest allunyat barri rural, on es van reunir alguns destacats ciutadans donostiarres en 1813 després dels successos del 31 d'agost d'aquell any en els quals les tropes anglo-portugueses del Duc de Wellington van cremar la ciutat totalment en el transcurs de la Guerra del Francès.
Aquells ciutadans reunits al caseriu Aizpurua de Zubieta, després de sospesar les diferents possibilitats existents (abandonar l'emplaçament i reconstruir-la en un altre lloc), van decidir finalment reedificar la ciutat en el mateix lloc on es trobava, cosa que es considera el naixement de la Sant Sebastià moderna.

## Situació administrativa
Zubieta compta amb una situació administrativa especial derivat de la seva divisió entre dos ens locals diferents. Després de realitzar-se l'última partió del territori de Zubieta en la dècada dels 90; els ajuntaments de Sant Sebastià i Usurbil van configurar una Junta Veïnal (Herri batzordea) formada per sis veïns de Zubieta -tres de pertanyents a Sant Sebastià i tres a Usurbil- que fan d'intermediaris davant les administracions municipals d'Usurbil i Sant Sebastià en tot el relatiu a l'enclavament. La presidència de la Junta l'exerceix en primer lloc un dels veïns de la part donostiarra, que és designat per l'alcalde de Sant Sebastià i als dos anys, l'alcalde d'Usurbil fa una designació similar. El president de la Junta exerceix com a alcalde pedani.